# Conseil de recherche en sciences et en ingénierie
Le Conseil de recherche en sciences et en ingénierie (en anglais : Science and Engineering Research Council / SERC) et son prédécesseur le Science Research Council (SRC) étaient les agences britanniques chargées des activités de recherche scientifique et technique financées par des fonds publics, notamment l'astronomie, la biotechnologie et la biologie, la recherche spatiale et la physique des particules, entre 1965 et 1994,,,,.

## Histoire
Le SERC supervisait également :
- l'observatoire royal de Greenwich
- l'observatoire royal d'Édimbourg
- le laboratoire Rutherford Appleton
- et le laboratoire de Daresbury (en)

Depuis sa création en 1965 jusqu'en 1981, il était connu sous le nom de Conseil de recherche scientifique (Science Research Council en anglais). Le SRC a été créé en 1965 à la suite de l'enquête du Trend Committee sur l'organisation civile au Royaume-Uni. Auparavant, le ministre de la Science était responsable de diverses activités de recherche au sein du département de la Recherche scientifique et industrielle (DSIR) et, plus largement, de diverses agences concernées par la formulation de la politique scientifique civile. L'un des principaux problèmes abordés par l'enquête était de savoir comment décider des priorités de financement public dans tous les domaines de la recherche scientifique. Auparavant, cette tâche relevait de la responsabilité de la trésorerie, sans avis scientifique direct. Les autres conseils de recherche (en) formés en 1965 étaient :
1. Le Natural Environment Research Council (NERC)
2. Le conseil de recherche en sciences sociales (en) (ESRC)
3. Le conseil de la recherche agricole (en) (ARC)

Ces organismes ont rejoint le conseil de la recherche médicale (MRC) qui existait depuis 1920. En 1981, pour refléter l'importance croissante accordée à la recherche en ingénierie, le SRC a été rebaptisée Conseil de recherches scientifiques et techniques.
En 1994, le nouveau directeur général des conseils de recherche (en) a été chargé de la réorganisation des quatre conseils de recherche existants, ce qui a abouti à la scission du SERC en trois organes :
1. Le Particle Physics and Astronomy Research Council (PPARC)
2. Le conseil de recherche en ingénierie et en sciences physiques (en) (EPSRC)
3. Le conseil pour la recherche en biotechnologie et sciences biologiques (BBSRC)

Les deux observatoires ont été transférés sous l'égide du PPARC, et les laboratoires d'abord dans l'EPSRC et plus tard dans leur propre organisation, le conseil du laboratoire central des conseils de recherche (en) (CCLRC).
En 2007, le CCLRC et le PPARC ont fusionné pour former le Science and Technology Facilities Council (STFC), la responsabilité de la physique nucléaire étant transférée de l'EPSRC au STFC.